# Pochonia microbactrospora
Pochonia microbactrospora är en svampart som beskrevs av W. Gams & Zare 2001. Pochonia microbactrospora ingår i släktet Pochonia och familjen Clavicipitaceae.   Inga underarter finns listade i Catalogue of Life.